# عدد تجسيمي

Sulfur tetrafluoride has a steric number of 5.

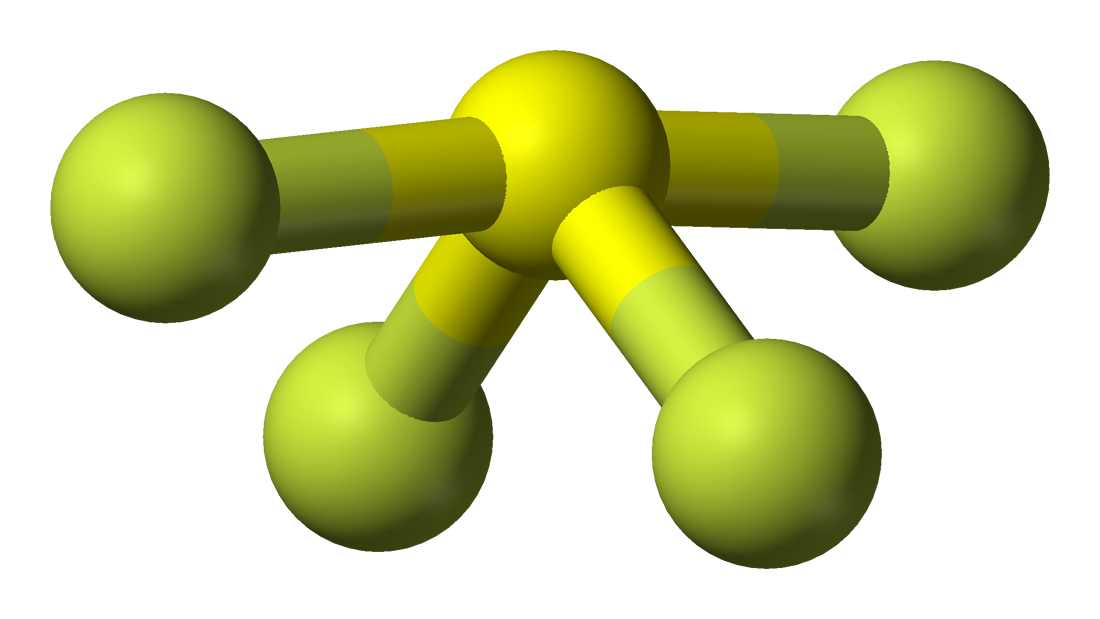
الشكل الحقيقي لـ SF_{4}

العدد التجسيمي في الكيمياء (بالإنجليزية: Steric number ) لجزيء كيميائي هو عدد الذرات المرتبطة بالذرة المركزية في الجزيء مضافا إليها عدد أزواج الإلكترونات الحرة على الذرة المركزية. هذا العدد التجسيمي يطبق غالبا في نظرية فيسبر بغرض تعيين البنية الهندسية للجزيء - أي تعيين شكله في ملء الفراغ .

## العدد التجسيمي في نظرية فيسبر
إن حساب العدد التجسمي للذرة المركزية في جزيء هي الخطوة الأولى لتعيين شكل الجزيء طبقا لنظرية فيسبر.
ففي جزيء رابع فلوريد الكبريت [SF4] على سبيل المثال، يحيط بالذرة المركزية وهي ذرة الكبريت أربعة ربيطات وهي تعين على أساس العدد التناسقي للكبريت . وبالإضافة إلى الأربعة ربيطات يتبقى على ذرة الكبريت زوج إلكترونات منفرد . وبهذا يكون العدد التجسيمي للكبريت = 5. وعلى أساس العدد التجسيمي للذرة المركزية وعدد ازواج الإلكترونات الحرة يمكننا استنباط الشكل الهندسي للذرة المركزية، وذلك باستخدام قائمة أشكال الجزيئات الناتجة من نظرية فيسبر.

## درجة التنافر
الشكل الكلي لجزيء يعين أكثر دقة عن طريق التفرقة بين زوج إلكترونات مشتركة في رابطة وزوج إلكترونات غير مشتركة في رابطة - أو زوج إلكترونات حرة. زوج الإلكترونات المشتركة في رابطة من نوع رابطة سيغما تكون فيها ذرة مرتبطة بالذرة المركزية أكثر بعدا عن الذرة المركزية عن زوج إلكترونات حرة (غير مشاركة في رابطة) للذرة المركزية. يبقى زوج إلكترونات حرة قريبا من نواته ذات الشحنة الموجبة ويحدث بينهما تنافرا شديدا. وعلى ذلك فإن نظرية فيسبر المتعلقة بشكل الجزيئات ترى أن التنافر بين أزواج الإلكترونات الحرة يكون أكبر من تنافر زوج إلكترونات رابطة .

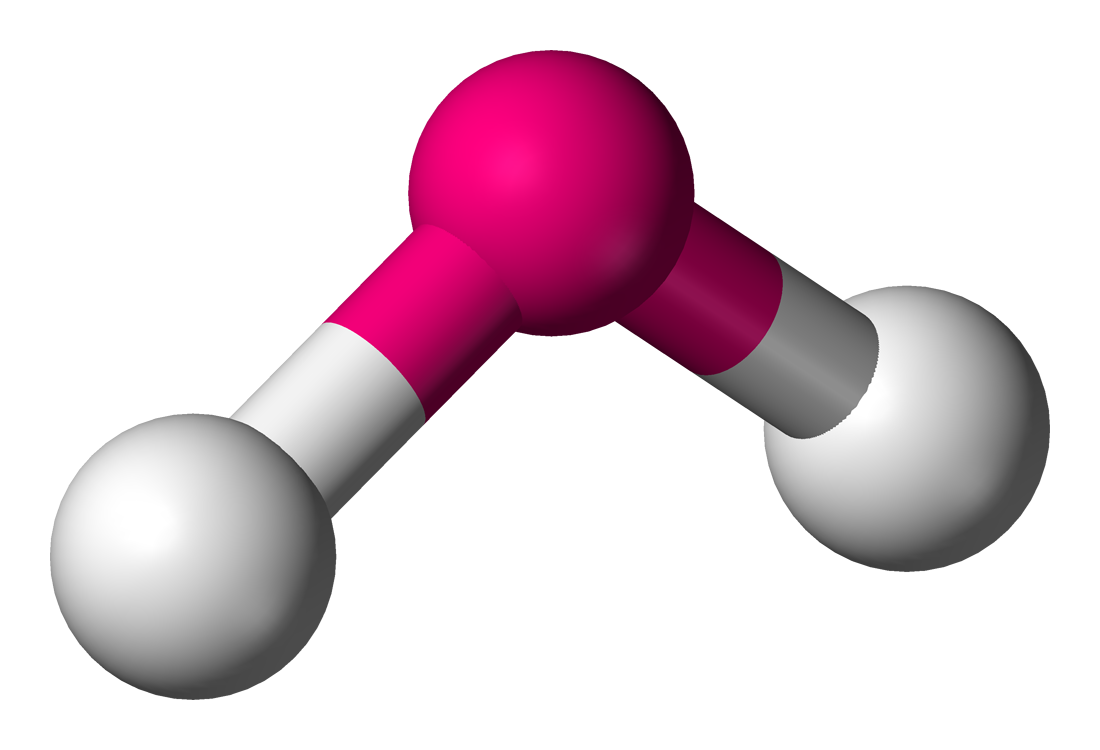
جزيء الماء

ويمكن استخدام التفرقة بين زوج إلكترونات حر  و زوج إلكترونات رابطة في فهم حيودا عن الشكل المستنبط لجزيء - أي لفهم عدم توافق الاستنباط الأولي لشكل الجزيء طبقا لنظرية فيسبر مع شكل الجزيء الحقيقي. فمثلا جزيء الماء H2O له أربعة أزواج إلكترونات في غلاف التكافؤ:
اثنان من أزواج ألأكترونات حرة، واثنان من أزواج إلكترونات رابطة . كل الأربعة أزواج إلكترونات تتوزع بحيث تقع على أطراف رباعي سطوح tetrahedron. ولكن الزاوية بين الرابطتين O-H تبلغ نحو 5و104° ، وليست 5و109° كما هو مطلوب في شكا رباعي الاسطح، ذلك لأن زوج الإلكترونات الحر (الذي يقع قريبا من نواة الأكسجين ) يؤثر تأثيرا تنافريا شديدا بين إلكترونيه بالمقارنة بتنافر زوج إلكترونات رابطة .

## اقرأ أيضا
- نظرية فيسبر